# Dominika Bednarczyk
Dominika Bednarczyk-Krzyżowska (ur. 17 maja 1972 w Krakowie) – polska aktorka teatralna, filmowa i telewizyjna.

## Życiorys
W 1996 ukończyła studia na Wydziale Aktorskim PWST w Krakowie.
W teatrze zadebiutowała 9 maja 1992 roku na deskach Teatru Ludowego (Kraków - Nowa Huta) w tytułowej roli żeńskiej w spektaklu Romeo i Julia.
Na ekranie po raz pierwszy pojawiła się w Liście Schindlera, gdzie zagrała epizod. Od roku 1996 jest zatrudniona w Teatrze im. J. Słowackiego w Krakowie. W 2004 roku wystąpiła w jednej z głównych ról w serialu telewizyjnym Talki z resztą, w którym wcieliła się w postać Moniki Talko.

## Życie prywatne
Jest żoną aktora Radosława Krzyżowskiego. Ma córkę Kaję (ur. 2005).

## Filmografia
- 1993: Lista Schindlera jako dziewczyna w getcie
- 1994: Legenda Tatr jako Matka Boska Ludźmierska
- 1995: Spis cudzołożnic
- 1995: Siódmy pokój jako studentka
- 2000: Duże zwierzę jako urzędniczka w banku
- 2001: Samo niebo
- 2003: Tak czy nie? jako recepcjonistka w hotelu „Drive In” (odc. 2, 3)
- 2004: Talki z resztą jako Monika Talko
- 2004: Ono
- 2004: Na dobre i na złe jako Basia, partnerka Romana (odc. 183)
- 2004: Aryjska para jako kobieta z dzieckiem
- 2005: Ninas Resa jako Marysia
- 2006: Oficerowie jako Monika Kalińska, żona Zenona
- 2010–2011: Hotel 52 jako Anna Horwat, żona Michała
- 2012: M jak miłość jako Jola, koleżanka Agnieszki
- 2012: Czas honoru jako żona Wachowicza (odc. 60)
- 2012–2013: Wszystko przed nami jako Halina Lisowska
- 2014: Lekarze jako żona Mirosława Budka (odc. 63)
- 2014: Na dobre i na złe jako Dorota Klimecka (odc. 558)
- 2016: Wspomnienie lata jako żona kochanka
- 2016: Prawdziwe zbrodnie jako dziennikarka
- 2018: Drogi wolności jako przewodnicząca (odc. 6)
- 2019: Szóstka jako sędzia (odc. 5)
- 2019: 1800 gramów jako urzędniczka pomocy społecznej
- 2020–2021: Zakochani po uszy jako Danuta Majewska
- 2021–2022: Na dobre i na złe jako Marta Jacyno
- 2021: LAB jako patolog Anna Jurecka[2]
- 2021: Otwórz oczy jako pielęgniarka (odc. 6)
- 2022: Bunt! jako matka Róży
- 2023: Informacja zwrotna jako Joanna Kania

## Spektakle teatralne
Teatr Ludowy, Kraków-Nowa Huta
- 1992: Romeo i Julia jako Julia (reż. Krzysztof Orzechowski)

Teatr im. Juliusza Słowackiego w Krakowie
- 1994: Śniadanie u Tiffany’ego jako pielęgniarka (reż. Paweł Miśkiewicz)
- 1998: Słowa Boże jako Simoninia (reż. Bartosz Szydłowski)
- 1998: Książę Niezłomny jako Feniksana (reż. Andrzej Pawłowski)
- 1999: Rzeźnia jako Flecistka (reż. Remigiusz Brzyk)
- 1999: Czarownice z Salem jako Mercy Lewis (reż. Barbara Sass)
- 2000: Jordan jako Shirley (reż. Maja Kleczewska)
- 2000: Płatonow jako Sonia (reż. Grzegorz Wiśniewski)
- 2001: Marat/Sade jako Karolina Corday (reż. Tadeusz Bradecki)
- 2001: Abelard i Heloiza jako Heloiza (reż. Agata Duda-Gracz)
- 2002: Idiota jako Agłaja Iwanowna Jepanczyn (reż. B. Sass)
- 2002: Noże w kurach jako Młoda kobieta (reż. M. Kleczewska)
- 2003: Stracone zachody miłości jako Rozalina (reż. T. Bradecki)
- 2003: Dziady. Gustaw-Konrad jako dziewczyna; Panna; Dziewica (reż. Maciej Sobociński)
- 2004: Czarodziejska góra jako Kławdia Chauchat (reż. B. Sass)
- 2004: Sen o jesieni jako Gry (reż. Mariusz Wojciechowski)
- 2004: Opera za trzy grosze jako Jenny-Knajpiarka (reż. Rudolf Zioło)
- 2006: Pokojówki jako Solange (reż. Józef Opalski)
- 2006: Słoneczny pokój jako Edith; Susse; Lone (reż. M. Wojciechowski)
- 2006: Urodził się i to go zgubiło jako May (reż. Antoni Libera)
- 2007: Tango Piazzolla jako Dolores (reż. J. Opalski)
- 2007: Całe życie głupi jako Eufemia (z d. Śliwińska) Bałucka (reż. Maciej Wojtyszko)
- 2008: Bliżej jako Anna (reż. Redbad Klynstra)
- 2008: Rozmowy poufne jako Anna (reż. Iwona Kempa)
- 2021: Dziady jako Konrad (reż. Maja Kleczewska)

Teatr Telewizji
- 1994: Sprawa kobiet (reż. Bogdan Hussakowski)
- 1997: Bohater naszego świata jako Zuzanna Brady (reż. Ryszard Ber)
- 1997: Teatr Niekonsekwencji (reż. Tadeusz Malak)
- 1997: Wiosna Narodów w cichym... jako Melania (reż. T. Bradecki)
- 1998: Ewa jako Stefka (reż. B. Hussakowski)
- 1999: Wielka magia jako Amelia (reż. Jan Englert)
- 1999: Chińska kokaina czyli sen o Paryżu jako Ałła (reż. Krzysztof Zaleski)
- 2004: Gry miłosne jako Romy (reż. B. Sass)
- 2005: Antygona jako Ismena (reż. Andrzej Seweryn)

Stary Teatr im. Heleny Modrzejewskiej w Krakowie
- 1995: Lunatycy jako Sonia Worobiew (reż. Krystian Lupa)
- 1998: Lunatycy jako dziewczyna z lazaretu (reż. K. Lupa), gościnnie

PWST w Krakowie
- 1996: Płatonow wiśniowy i oliwkowy jako Maria Grekow; Sonia (reż. K. Lupa)

Teatr im. Stefana Żeromskiego w Kielcach
- 1997: Kopciuszek jako Kopciuszek (reż. Ewa Marcinkówna), gościnnie

Teatr Mniejszy w Krakowie
- 1999: Sen pogodnego karalucha jako Alicja (reż. Łukasz Czuj)

## Nagrody
- 1996: nagroda na XIV Festiwalu Szkół Teatralnych w Łodzi
- 2001: statuetka „Ludwika” za rok 2000 za rolę w monodramie Jordan w Teatrze im. Słowackiego w Krakowie
- 27.03.2002: nagroda im. Leona Schillera dla młodych artystów sceny przyznawana przez ZASP za „szereg różnorodnych, zapadających w pamięć, przejmujących ról” za rok 2001
- 2002: Stypendium Twórcze Miasta Krakowa za twórczość teatralną
- 2002: „Ludwik 2001”, nagroda krakowskiego środowiska teatralnego, za rolę Karoliny Corday w spektaklu Marat/Sade
- 2003: „Ludwik 2002”, nagroda krakowskiego środowiska teatralnego, za rolę Agłai w Idiocie według Dostojewskiego
- 2003: krakowska „Złota Maska” za rolę Agłai w Idiocie według Dostojewskiego w T. im. Słowackiego w Krakowie